# 上海意大利总会

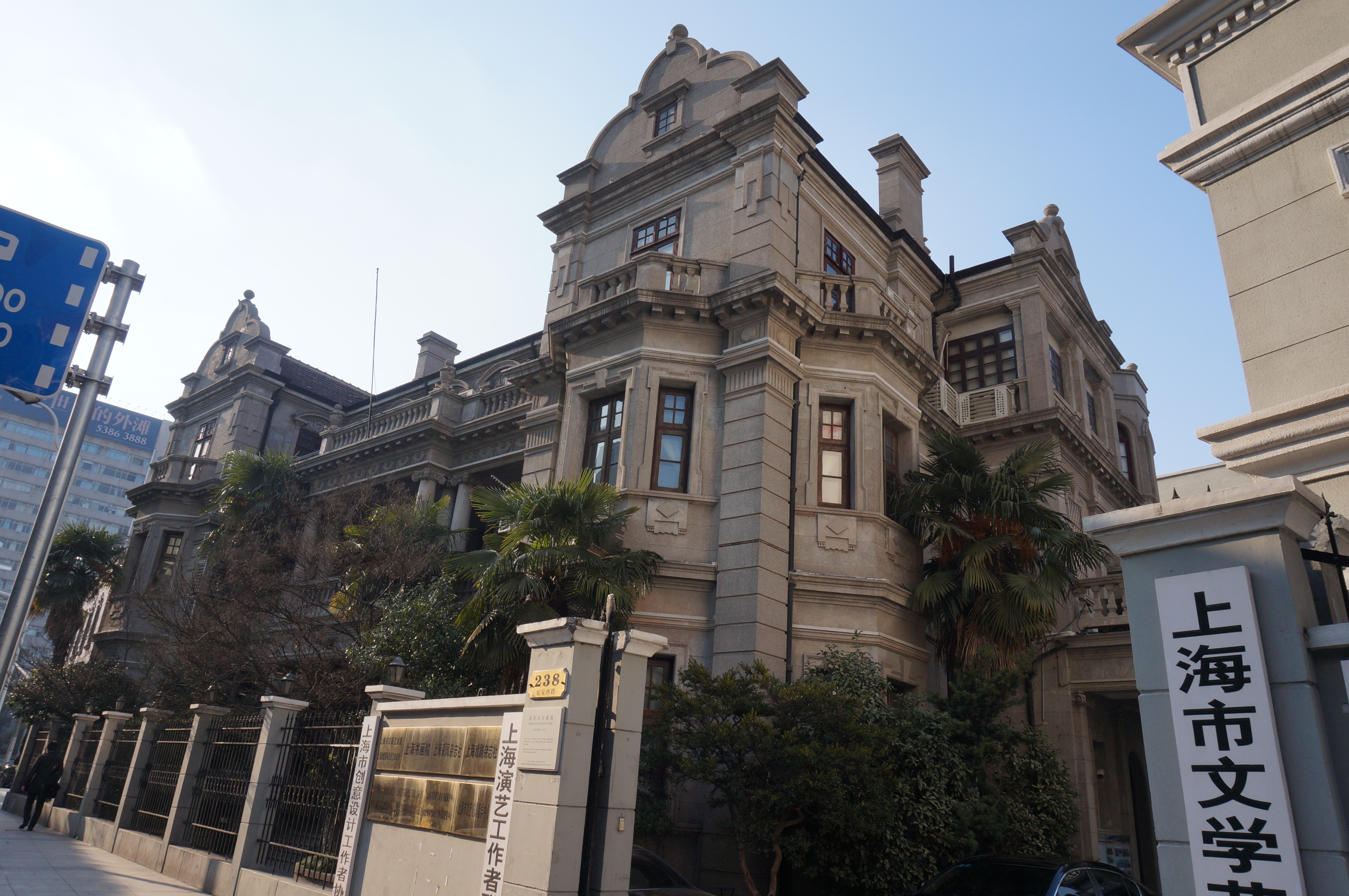
上海意大利总会

上海意大利总会是中国上海的历史建筑，位于今静安区延安西路238号，建于1925年，法国文艺复兴风格，南立面和东立面均设有爱奥尼亚柱式双柱，3层。现为市文联办公楼。
1994年，上海意大利总会已被列为第二批上海市优秀历史建筑，编号B-Ⅲ-009。
修建延安路高架时，建筑前方的花园被拆除。